# NGC 575
NGC 575 è una galassia a spirale barrata situata nella costellazione dei Pesci a una distanza di circa 136 milioni di anni luce dalla nostra Via Lattea.

## Descrizione
La galassia ha una classe di luminosità III e presenta una larga riga a 21 cm dell'idrogeno neutro. 
È inoltre classificata come galassia di campo, in quanto non appartiene a nessun ammasso o gruppo di galassie ed è quindi gravitazionalmente isolata.

## Scoperta
NGC 575 è stata scoperta il 17 ottobre 1876 dall'astronomo francese Édouard Stephan. Il 18 gennaio 1896 fu nuovamente osservata dall'astronomo francese Stéphane Javelle e successivamente inserita nell'Index Catalogue con la designazione IC 1710.